# Zhúravskaya
Zhúravskaya (del ruso: Жу́равская) es una stanitsa del raión de Korenovsk del krai de Krasnodar, en Rusia. Está situada a orillas del Zhuravka,  tributario del Beisuzhok Izquierdo, afluente del río Beisug, 15 km al norte de Korenovsk y 74 km al nordeste de Krasnodar, la capital del krai. La stanitsa limita con Výselki al este. Tenía 2 751 habitantes en 2010
Es cabeza del municipio Zhúravskoye, al que pertenece asimismo Kazache-Malióvani.

## Historia
La localidad tiene su origen en tres jútor fundados alrededor de 1879 en una zona del río poblada de juncos y arbustos en la que abundaban las grullas (en el escudo de la localidad), cuyas tierras eran propiedad de tres propietarios: Liashenko, Kardavin y el general Mazapa, que arrendaban las tierras a campesinos. En 1909 recibió el estatus de stanitsa y su nombre actual, a partir del río. Su primer atamán fue Zinovi Adamenko. Su posesión fue disputada durante la guerra civil rusa. En 1922 fue adjuntada al volost de Výselki. En 1932 se establecen dos koljoses: Imeni Dzerzhinskogo e Imeni 12-oi godovshiny oktiabria. Durante la Gran Guerra Patria fue ocupada por las tropas de la Wehrmacht alemana entre verano de 1942 y enero-febrero de 1943. En 1950 los dos koljoses de la stanitsa y el koljós Imeni Luneva de Kazache-Malióvani se unieron en el ekoljós Put k komunnizmu, convertido actualmente en la ZAO Kubán. En 1963 fue asignada al raión de Ust-Labinsk, abandonando el de Výselki, y en 1964 al de Korenovsk.

## Demografía
| 2002  | 2010  |
| ----- | ----- |
| 2 782 | 2 751 |

## Transporte
La carretera federal M4 Don Moscú-Rostov del Don-Novorosíisk pasa al oeste de la localidad.